# Antoine Héberlé
Antoine Héberlé (* im 20. Jahrhundert in Grenoble) ist ein französischer Kameramann.

## Leben
Antoine Héberlé wuchs in Grenoble auf, wo er sein Baccalaureat absolvierte. Seine Freizeit verbrachte er mit Skilaufen und Bergsteigen. Mit dem Kino kam er zum ersten Mal in Kontakt, als Truffaut im Frühling 1981 in Grenoble seinen Film Die Frau nebenan mit Fanny Ardant und Gérard Depardieu drehte. Damit war sein Interesse am Kino und am Filmen geweckt.
Nach dem Bac nahm er zunächst ein Studium der Mathematik und Physik auf, wechselte aber bereits ein Jahr später an die École Louis-Lumière, wo er 1985 sein Examen in Cinématographie ablegte. Nach dem Examen drehte er zunächst Videoclips für diverse französische Pop-Gruppen.
Seine eigentliche Karriere als Kameramann begann er 1989 als Assistent von Florent Montcouquiol, Pierre Novion und Matthieu Poirot-Delpech. 1989 drehte Jacques Scandelari den Kurzfilm Christian Lacroix, provençal et couturier mit Héberlé an der Kamera. Sein erster Spielfilm als verantwortlicher Kameramann war O Fim do Mundo von 1993 des portugiesischen Filmregisseurs João Mário Grilo. Inzwischen hat er rund 65 Spielfilme gedreht (Stand 2023). Der Film Hors-saison, der 2023 in Venedig im Wettbewerb und den Goldenen Löwen gelaufen ist, ist sein vierter Film mit Regisseur Stéphane Brizé.
Héberlé ist Mitglied der Association française des directrices et directeurs de la photographie cinématographique (AFC).

## Filmografie (Auswahl)
- 2000: Unter dem Sand (Sous le sable), Regie: François Ozon
- 2001: Eine Schwalbe macht den Sommer (Une hirondelle a fait le printemps), Regie: Christian Carion
- 2004: Paradise Now, Regie: Hany Abu-Assad
- 2007: Jellyfish – Vom Meer getragen (Meduzot), Regie: Shira Geffen, Etgar Keret
- 2008: Endstation 174 (Última Parada 174), Regie: Bruno Barreto
- 2009: Mademoiselle Chambon, Regie: Stéphane Brizé
- 2010: Verwundete Erde (La terre outragée), Regie: Michale Boganim
- 2012: Der letzte Frühling (Quelques heures de printemps), Regie: Stéphane Brizé
- 2012: La promessa, Regie: Gianluca und Massimiliano De Serio
- 2012: À cœur ouvert, Regie: Marion Laine
- 2013: La Dune, Regie: Yossi Avram
- 2013: Grigris’ Glück (Grigris), Regie: Mahamat-Saleh Haroun
- 2016: Ein Leben (Une vie), Regie: Stéphane Brizé
- 2017: Los Versos del Olvido – Im Labyrinth der Erinnerung (Los Versos del Olvido), Regie: Alireza Khatami
- 2018: Mein liebster Stoff (Mon tissu préféré), Regie: Gaya Jiji
- 2019: Un fils, Regie: Mehdi Barsaoui
- 2020: Unter dem Sand (Sous le sable), Regie: François Ozon
- 2023: Zwischen uns das Leben (Hors-saison), Regie: Stéphane Brizé
- 2023: Un métier sérieux, Regie: Thomas Lilti
- 2024: Aïcha, Regie: Mehdi Barsaoui

## Preise und Auszeichnungen
- 2013: Prix de la CST-Prix Lumières für Héritage von Hiam Abbass und Quelques heures de printemps von Stéphane Brizé[3]
- 2013: Prix Vulcain de l’artiste technicien in Cannes, für Grigris Glück von Mahamat-Saleh Haroun.[4]